# Pari e baronetti canadesi

Bandiera della Nuova Francia dal 1663 al 1763

Bandiera del Canada dal 1868 al 1921

L'insieme dei pari e baronetti canadesi costituisce il sistema nobiliare vigente in Canada, mutuato a sua volta da quello odierno del Regno Unito di cui lo Stato era una dipendenza.

## Storia
Il Cardinale Richelieu introdusse il Sistema Signorale nel 1627. Quasi tutti i canadesi francesi che divenivano ufficiali nell'esercito o che ricoprivano incarichi importanti nella colonia, provenivano dai ranghi della Nobiltà francese. Sotto l'Ancien Régime, molti di questi si erano trasferiti direttamente in Canada dove erano stati elevati o promossi nei ranghi della Parìa di Francia. Dall'inizio del Settecento, divenne comune concedere ai governatori generali della Nuova Francia il titolo di marchese. Tutti, ad eccezione del marchese de Vaudreuil e del marchese de Beauharnois, rimasero in Canada solo per pochi anni per poi fare ritorno in Francia e pertanto non furono personaggi fondamentali per la storia canadese.
Il Baronettaggio di Nuova Scozia (titolo ereditario britannico, ma non una parìa) era stato istituito da re Giacomo VI di Scozia nel 1624 per quanti si erano insediati in Nuova Scozia. Ad eccezione di Sir Thomas Temple, quasi nessuno di questi pari rimase successivamente in Nuova Scozia ed essi ad ogni modo vennero indicati come nobili inglesi, non canadesi.
A seguito della Conquista inglese della Nuova Francia nel 1763, personaggi come Lord Amherst e Lord Dorchester vennero elevati nella Parìa di Gran Bretagna per la loro parte nella conquista del Canada e come governatori generali, pur non essendo comunque canadesi. Col crescere della colonia sotto il governo britannico in termini economici e geografici, il baronettie iniziarono ad essere conferite anche a diversi politici canadesi, a comandanti militari ed a uomini d'affari. Nel 1891, Lord Mount Stephen divenne il primo canadese ad essere elevato nella Parìa del Regno Unito col concetto che l'immigrazione avesse giocato un ruolo importante nel Canada e che quindi molti degli arrivati fossero distanti discendenti dei nobili anche inglesi. Le perdite significative subite durante la Prima guerra mondiale, colpirono anche molti aristocratici dell'epoca e i rimpiazzi vennero trovati in Canada e pertanto diversi canadesi, come sudditi inglesi, vennero autorizzati a succedere a tali titoli.
Dopo la controversa elevazione dei lords Atholstan e Beaverbrook nella Parìa del Regno Unito, la Nickle Resolution venne presentata alla Camera dei comuni canadese nel 1917 chiedendo al sovrano di non concedere ai canadesi cavalierati, baronettie e parìe. Questo portò al Dibattito sui titoli canadesi e creò un sistema separato di ordini, decorazioni e medaglie per il Canada. I canadesi che dopo questa data avrebbero voluto ottenere delle onorificenze britanniche, avrebbero dovuto ottenere la cittadinanza inglese, come nel caso di Lord Thomson della Flotta. Ad ogni modo, il successivo Canadian Citizenship Act ha stabilito inoltre che i canadesi che avessero acquisito altri legami stranieri ad eccezione del matrimonio avrebbero rinunciato alla loro cittadinanza canadese.

## Nobiltà canadese nell'aristocrazia francese

### Esistenti

Stemma dei Baroni de Longueuil, detentori dell'unico titolo coloniale francese attualmente riconosciuto dal re Carlo III

- Barone de Longueuil. Creato nel 1700 da Luigi XIV per Charles le Moyne de Longueuil, governatore canadese di Trois-Rivières e poi di Montréal. Esso attualmente è l'unico titolo coloniale francese riconosciuto dalla regina Elisabetta II. L'unica figlia del III barone divenne IV baronessa de Longueuil e sposò il nipote (il capitano David Alexander Grant) del suo patrigno, William Grant, di Québec. La moglie del X barone, Ernestine Bowes-Lyon, era cugina di primo grado della regina madre Elisabetta[1] L'attuale detentore del titolo è Michael Grant, XII barone de Longueuil.[2]

### Estinti

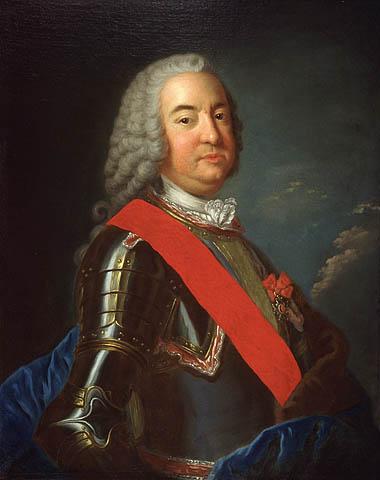
Il marchese di Vaudreuil-Cavagnal fu il primo canadese ad essere nominato governatore generale della Nuova Francia. Egli era primo cugino del padre del marchese di Lotbinière

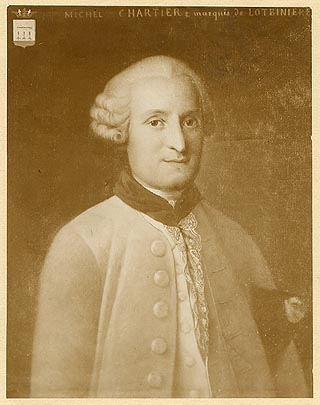
Il marchese di Lotbinière fu il primo canadese ad essere elevato al marchesato nella Parìa di Francia. Questi era zio del visconte di Léry; primo cugino del marchese di Fresnoy; e suo padre era cugino di primo grado del marchese di Vaudreuil-Cavagnal

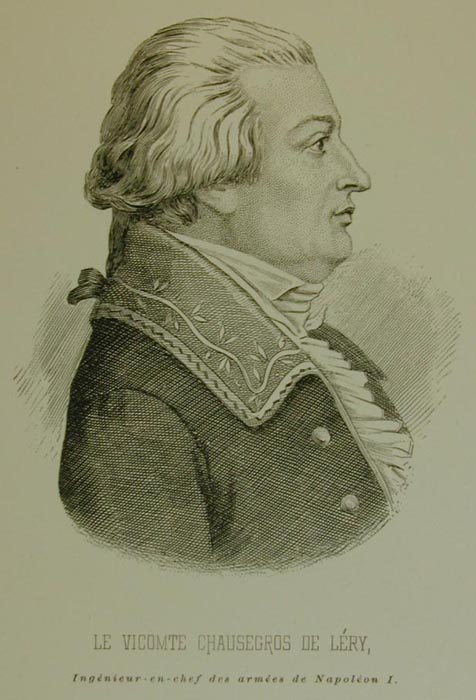
Il Visconte di Léry fu l'ingegnere capo canadese delle armate di Napoleone. Egli sposò la figlia del duca di Valmy e fu nipote del marchese di Lotbinière

- Barone di Poboncoup. Creato nel 1651 o nel 1653 per Philippe Mius d'Entremont, il primo degli Entremonts di Nuova Scozia.[3]
- Conte di Saint-Laurent. Creato nel 1676 per Michel-François Berthelot, segretario del re a Parigi e commissario generale dell'artiglieria francese. Nel 1702 egli vendette l'Île d'Orléans a Charlotte-Françoise Juchereau de Saint-Denys (1660–1732), sorella di Louis Juchereau de Saint-Denys. Un altro dei suoi fratelli fu padre di Louis Barbe Juchereau de Saint-Denys (1740–1833), creato Marchese di Saint-Denys nel 1774; primo cugino di Antoine Juchereau Duchesnay che era inoltre primo cugino del marchese di Lotbinière menzionato sopra.[4] Dal 1702, Charlotte-Françoise prese il titolo di Contessa di Saint-Laurent e iniziò le pratiche per passare tale titolo al figlio primogenito, ma non fu in grado di accordarsi con Berthelot. Il caso si svolse tra le corti di Québec e Parigi, e nel 1713 infine il re dispose in favore di Berthelot.[5] Il titolo rimase nella casa Berthelot fino al 1931.
- Barone di Portneuf. Creato nel 1681, per René Robineau de Bécancourt. Suo figlio, Pierre Robineau de Portneuf, vendette i propri possedimenti al fratello ma ne mantenne i titoli. Il fratello morì nel 1715 e la baronìa passò poi alle figlie di Pierre. Il titolo si estinse nel 1729 dopo la morte del II barone de Portneuf, per la mancanza di eredi maschi.
- Conte d'Orsainville. Creato nel 1685, per Jean Talon, primo Intendente di Nuova Francia. Questi morì senza eredi nel 1694, ed il titolo si estinse con lui.
- Marchese di Vaudreuil. Creato nel 1703, per Philippe de Rigaud Vaudreuil, figlio del barone di Vaudreuil in Languadoca. Già colonnello dei Moschettieri della Guardia, nel 1687 giunse in Nuova Francia al comando delle Troupes de la marine, divenendo poco dopo governatore di Montreal nel 1702 e governatore generale della Nuova Francia l'anno successivo, servendo a Québec sino all'anno della sua morte, nel 1725. Suoi figli furono: (1) Louis-Philippe de Rigaud, Conte di Vaudreuil, padre di Louis-Philippe, marchese di Vaudreuil[6] (2) Jean-Louis de Rigaud de Vaudreuil, Visconte di Vaudreuil (3) Pierre de Rigaud, marchese di Vaudreuil-Cavagnal, primo governatore canadese della Nuova Francia (4) François-Pierre de Rigaud Vaudreuil, ultimo governatore francese di Trois-Rivières;[7] (5) Joseph-Hyacinthe de Rigaud, III marchese di Vaudreuil, padre di Joseph Hyacinthe François de Paule de Rigaud, conte di Vaudreuil.[7]
- Barone di Beauville, Acadia. Creato nel 1707, per François de Beauharnois de la Chaussaye, membro della casata dei Beauharnais che prestò servizio come Intendente di Nuova Francia. Era fratello del Marchese di Beauharnois. Il barone di Beauville morì senza eredi nel 1746 e come tale il titolo si estinse con lui.
- Marchese di Beauharnois. Creato nel 1725, per Charles de Beauharnois de la Boische, governatore generale della Nuova Francia dal 1725 al 1746. Fu fratello del già menzionato Barone di Beauville. Morì senza eredi nel 1749 ed alla sua morte il titolo si estinse con lui.
- Marchese di Lotbinière. Creato nel 1784, per Michel Chartier de Lotbinière, l'unico canadese nativo ad essere stato elevato nei ranghi della Parìa di Francia e l'ultima creazione titolare di Luigi XVI. Dopo la conquista britannica della Nuova Francia nel 1763, Lotbinière aggiunse ai propri titoli quelli di Rigaud e Vaudreuil dal primo cugino di suo padre, il marchese di Vaudreuil-Cavagnal.[8] Egli era zio del Visconte di Léry. Fu primo cugino di Nicolas Renaud d'Avene des Meloizes (1729–1803) il quale vendette le signorie di sua madre a Neuville e si spostò in Francia dove, nel 1769, sposò l'ereditiera Agathe-Louise de Fresnoy, divenendo Marchese di Fresnoy. Un altro dei suoi cugini, Antoine Juchereau Duchesnay, fu anche primo cugino del già menzionato Marchese di Saint-Denys. Il figlio di Lotbinière, Michel-Eustache-Gaspard-Alain Chartier de Lotbinière, ereditò ma non utilizzò mai il suo titolo per mantenersi in favore presso gli inglesi. Il de jure II marchese di Lotbinière fu padre di tre figlie, dalle quali discesero le famiglie de Lotbinière-Harwood e Joly de Lotbinière. Ma, dal momento che egli non ebbe eredi maschi, il titolo si estinse alla sua morte avvenuta a Montréal nel 1822.[9]
- Visconte di Léry. Creato nel 1818, per il generale François-Joseph Chaussegros de Léry, nipote di Gaspard-Joseph Chaussegros de Léry, la cui moglie era prima cugina del già menzionato Marchese di Saint-Denys. Egli nacque a Québec, nipote del marchese di Lotbinière. Combatté come generale durante le Guerre napoleoniche e fu ingegnere capo dell'armata di Napoleone nei Paesi Bassi. Alla sua morte, il suo nome si trovava tra gli ufficiali considerati meritevoli di nomina al titolo di Maresciallo di Francia.[10] Nel 1811, venne creato Barone dell'Impero.[11] Nel 1818, alla restaurazione di Luigi XVIII, Chaussegros de Léry venne creato Visconte di Léry ed ottenne la Gran Croce della Legion d'onore.[10] Nel 1801, aveva sposato Marie Cécile, figlia del generale François Christophe de Kellermann, I duca di Valmy, Maresciallo di Francia. Si ritirò al castello d'Etry ad Annet-sur-Marne ed è una delle 660 personalità il cui nome si trova a Parigi sull'Arco di Trionfo. Venne succeduto da suo figlio, Gustave Chaussegros de Léry (1802–1850), il quale sposò una figlia del marchese di Somery, ma morì senza eredi e come tale il titolo si estinse.

## Nobiltà canadese nell'aristocrazia del Regno Unito

### Parìe concesse prima dellaNickle Resolution

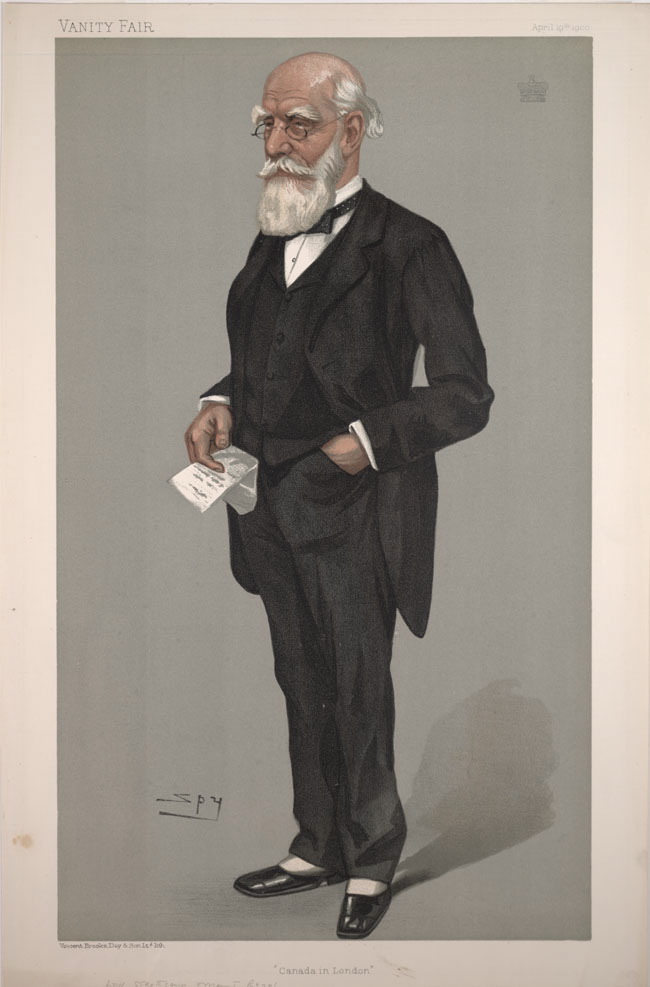
Lord Strathcona, soprannominato "Uncle Donald" da Edoardo VII in riferimento alla sua filantropia. Egli era primo cugino di Lord Mount Stephen.

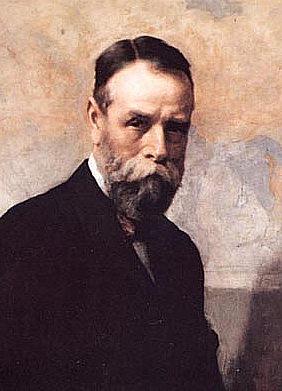
Lord Mount Stephen, il genio finanziario che creò la Canadian Pacific Railway e primo cugino di Lord Strathcona. Nel 1891, fu il primo canadese ad essere elevato nella Parìa del Regno Unito.

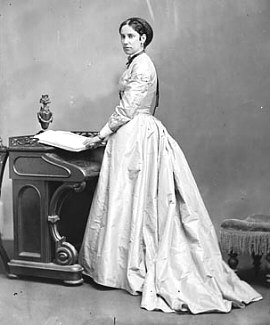
Agnes Macdonald, I baronessa Macdonald di Earnscliffe, fu l'unica donna canadese ad aver ottenuto un titolo di parìa in vece del defunto marito, Sir John A. Macdonald, primo Primo ministro del Canada dopo la creazione della Confederazione canadese del 1867.

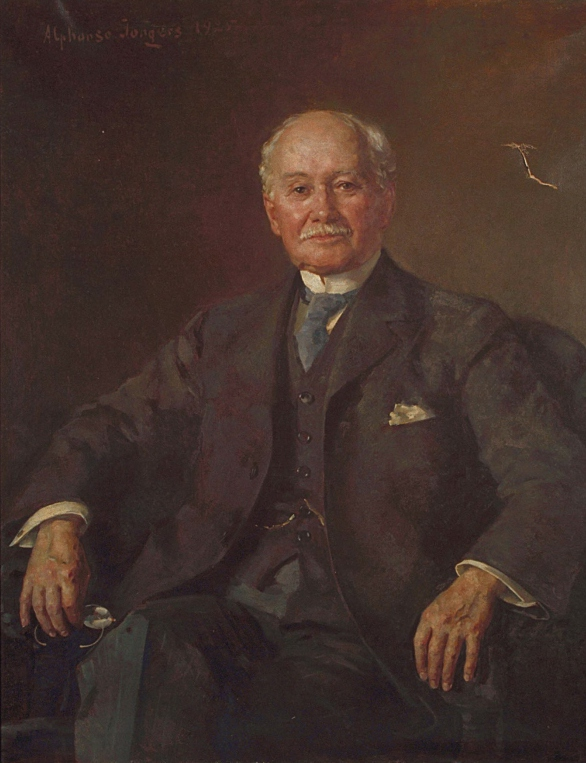
Lord Atholstan l'unico canadese membro della Parìa del Regno Unito ad essere nato e vissuto per tutta la sua vita in Canada, ma anche il più controverso dei pari canadesi.

#### Fiorenti
- Barone Strathcona e Mount Royal, di Mount Royal nella Provincia di Quebec nel Dominion del Canada e di Glencoe nella Contea di Argyll. Creato nel 1897 per Donald Smith, I barone Strathcona e Mount Royal. Fu uno dei più noti filantropi dell'Impero britannico. Fu governatore della Compagnia della Baia di Hudson, presidente della Bank of Montreal, co-fondatore della Canadian Pacific Railway col suo primo cugino Lord Mount Stephen, e Alto Commissario canadese del Regno Unito. Costruì la propria abitazione a Golden Square Mile ed a Glencoe House. Lasciò Knebworth House e mantenne Colonsay House (dove ancora oggi continuano a vivere i suoi discendenti) come casa di campagna. Con una nuova creazione nel 1900, la sua unica figlia, Margaret Charlotte Smith, divenne II baronessa Strathcona e Mount Royal. Il titolo è attualmente detenuto da Euan Howard, IV barone Strathcona e Mount Royal.
- Barone Shaughnessy, della Città di Montreal nel Dominion del Canada e di Ashford nella Contea di Limerick. Creato nel 1916 per Thomas Shaughnessy, I barone Shaughnessy. Nativo degli Stati Uniti, giunse a Montréal nel 1882 dove divenne terzo presidente della Canadian Pacific Railway rimanendo in carica dal 1899 alla sua morte nel 1923. Allo scoppio della prima guerra mondiale mise la ferrovia a pieno supporto degli sforzi di guerra, motivo per cui si garantì il titolo. Vinse a Golden Square Mile. Il titolo è attualmente passato al pronipote, l'attore Charles George Patrick Shaughnessy, V barone Shaughnessy.
- Barone Beaverbrook, di Beaverbrook nella Provincia del Nuovo Brunswick nel Dominion del Canada e di Cherkley nella Contea del Surrey. Creato nel 1917 per Sir Max Aitken, I baronetto. Nativo del Nuovo Brunswick e uomo d'affari di successo, costui nel 1910 lasciò Montréal per la Gran Bretagna dove divenne magnate della stampa e membro del parlamento. Giorgio V sembrò non condividere la sua elevazione nella parìa e anche in Canada tale nomina venne vista con scetticismo, ma molto meno se paragonata al caso di Lord Atholstan di cui si parlerà in seguito.[12] Durante la prima guerra mondiale fu Ministro dell'Informazione nel Regno Unito. Durante la seconda guerra mondiale, lord Beaverbrook fu Ministro della Produzione dell'Aviazione, Ministro dei Supporti, Ministro della Produzione di Guerra e Lord Privy Seal. Il titolo è attualmente detenuto da suo nipote, Maxwell Aitken, III barone Beaverbrook
- Barone Morris, di St John's nel Dominion di Terranova e della Città di Waterford. Creato nel 1918 per Edward Morris, primo ministro canadese. Anche se Terranova non era ancora parte del Canada, esso venne comunque così indicato nella titolazione. Il titolo è attualmente detenuto dal suo pronipote, Thomas Anthony Salmon Morris, di Londra, IV Barone Morris.

#### Estinti
- Barone Mount Stephen, di Mount Stephen nella Provincia della British Columbia e del Dominion del Canada, e di Dufftown nella Contea di Banff. Creato nel 1891 per George Stephen, I barone Mount Stephen. Questi fu presidente della Bank of Montreal e genio finanziario dietro la creazione della Canadian Pacific Railway, uno dei maggiori sistemi di trasporto al mondo dell'epoca. Egli fu inoltre il primo canadese ad essere elevato nella Parìa del Regno Unito e primo cugino di Lord Strathcona. Lui e suo cugino di primo grado sono ricordati in particolare per le loro opere filantropiche che li spinsero a donare milioni di sterline in opere di carità. La sua casa a Golden Square Mile è attualmente sede del Mount Stephen Club e dal 1888 egli si trasferì permanentemente in Inghilterra dove visse a Brocket Hall. La sua seconda moglie, nipote di Lord Wolverton, fu amica e confidente della Regina Maria che la madre aveva servito come dama di compagnia. La figlia adottata dalla coppia, Alice, sposò Henry Northcote, I barone Northcote. Lord Mount Stephen non ebbe eredi maschi e pertanto il suo titolo si estinse alla sua morte avvenuta a Brocket Hall nel 1921.
- Baronessa Macdonald di Earnscliffe, nella Provincia dell'Ontario e nel Dominion del Canada. Creato nel 1891 per Agnes Macdonald, I baronessa Macdonald di Earnscliffe, vedova di Sir John A. Macdonald, primo Primo Ministro del Canada dopo la creazione della Confederazione canadese nel 1867. Il suo titolo venne reso ereditabile dagli eredi maschi, ma l'unica a sopravviverle fu una figlia e pertanto il titolo si estinse alla sua morte avvenuta in Inghilterra nel 1920.[13] Ella era la seconda moglie di MacDonald e l'unico figlio maschio del ministro a sopravviverle fu uno di primo letto, Sir Hugh John Macdonald, che però non poté ereditare il titolo dalla matrigna.
- Barone Haliburton, di Windsor, nella Provincia di Nuova Scozia e nel Dominion del Canada. Creato nel 1898 per Arthur Haliburton, I barone Haliburton. Nato a Windsor, sede della sua famiglia dal 1763. Dopo la sua educazione si recò in Inghilterra dove si impegnò al servizio dello Stato sino a divenire Sottosegretario di Stato per la Guerra e Deputy Lieutenant di Londra. Pur sposatosi, morì senza eredi ed il titolo si estinse con lui.
- Barone Pirrie, della Città di Belfast. Creato nel 1906 per William Pirrie, il quale venne elevato alla vicecontea nel 1921 (vedi sotto).
- Barone Atholstan, di Huntingdon nella Provincia di Québec e nel Dominion del Canada e della Città di Edimburgo. Creato nel 1917 per Hugh Graham, I barone Atholstan, strenuo imperialista, nonché uno dei sostenitori principali del partito conservatore canadese. Fu proprietario della Montreal Star. Nato a Huntingdon, Québec, dopo la scuola visse il resto della sua vita a Montréal. Fu l'unico canadese ad essere elevato nella Parìa del Regno Unito a vivere tutta la sua vita in Canada. La sua elevazione nella parìa, ad ogni modo, ottenuta grazie alle pressioni dei suoi amici Lord Beaverbrook e Lord Northcliffe, fu controversa in Canada ed incontrò l'opposizione sia del governatore generale che del primo ministro dell'epoca.[12] Fu padre di una figlia ma non ebbe eredi maschi e pertanto il titolo si estinse alla sua morte avvenuta nella sua casa di Golden Square Mile nel 1938.[14]

### Parìe concesse dopo laNickle Resolution

#### Fiorenti
- Barone Thomson della Flotta, di Northbridge nella Città di Edimburgo. Creato nel 1964 per Roy Thomson, I barone Thomson della Flotta, nativo di Toronto che poi continuò la sua carriera come magnate del giornalismo in Inghilterra. La sua famiglia continuò a risiedere a Toronto ed il titolo è attualmente detenuto da suo nipote, David Thomson, III barone Thomson della Flotta.

#### Estinti
- Visconte Pirrie, della Città di Belfast. Creato nel 1921, per William Pirrie, I visconte Pirrie, nato a Québec da genitori irlandesi. Ritornò in Irlanda dopo il matrimonio. Divenne consigliere della Harland and Wolff e prestò servizio come sindaco di Belfast. Il titolo si estinse alla sua morte nel 1924.
- Visconte Greenwood, di Holbourne nella Contea di Londra. Creato nel 1937, per Hamar Greenwood, I visconte Greenwood, nato a Whitby, Ontario da padre gallese e madre lealista. Sedette in parlamento nelle file dei liberali per la costituente di York, per Sunderland e per Walthamstow East, periodo durante il quale fu anche ministro nel governo di coalizione. Venne creato baronetto nel 1915. Il titolo si estinse alla morte del terzo visconte nel 2003.
- Visconte Bennett, di Mickleham nella Contea del Surrey e di Calgary e Hopewell nel Dominion del Canada. Creato nel 1941 per Richard Bedford Bennett, nativo del Nuovo Brunswick e XI primo ministro del Canada. Si ritirò dopo il suo servizio in Inghilterra ed il titolo si estinse alla sua morte a Mickleham, nel Surrey, nel 1947.[15]

### Parìe a vita
Una parìa a vita non è un titolo ereditario e pertanto perdura in concessione unicamente per la durata della vita dell'assegnatario. Gli eredi dell'assegnatario possono fregiarsi del prefisso di honourable ma non possono prenderne il titolo.

#### Fiorenti
- Barone Black di Crossharbour, di Crossharbour nel London Borough di Tower Hamlets. Nel 2001, Tony Blair ha proposto alla regina Elisabetta II di conferire a Conrad Black una parìa a vita col titolo di Barone Black.[16] Il primo ministro canadese Jean Chrétien si è detto contrario, evidenziando come sulla base della Nickle Resolution del 1919 un cittadino canadese non possa ricevere titoli onorifici britannici; Black, a sua volta, ha ribattuto di avere la cittadinanza britannica, oltre che quella canadese. Dopo che la Corte Federale del Canada si è espressa stabilendo che la decisione di accettare o respingere la sua domanda (di ricevere la paria restando cittadino canadese) rientri nella discrezionalità del governo canadese,[17] Black ha rinunciato alla cittadinanza canadese nel 2001.[18]. Nel 2007, a Chicago, Lord Black è stato arrestato per una condanna a sei anni per frode. Dopo tre anni, nel maggio del 2012 è stato rilasciato in Florida.[19][20] Per questi motivi egli è stato espulso dal Queen's Privy Council for Canada e rimosso dell'Ordine del Canada, ma non è stato privato dei propri titoli.
- Barone Wasserman, di Pimlico nella Città di Westminster. Creato nel 2011 per Gordon Wasserman, assistente sottosegretario di stato in pensione dell'Home Office. Lord Wasserman siede attualmente alla Camera dei Lord nelle file dei Conservatori.

#### Estinti
- Barone Molson, di High Peak nella Contea di Derby. Creato nel 1961 per Hugh Molson, Consigliere Privato e membro della Camera dei comuni. Benché nato e cresciuto in Inghilterra, la sua famiglia era di Montréal, dove suo padre e suo fratello maggiore erano nati. Era discendente del tenente colonnello John Molson (1787–1860), di Belmont Hall, Montreal.
- Baronessa Lestor di Eccles, di Tooting Bec nel London Borough di Wandsworth. Creato nel 1997 per la parlamentare laburista Joan Lestor, nata a Vancouver e figlia del giornalista e scrittore marxista Charles Lestor. Dal 1966, la Lestor ha rappresentato alla Camera dei Comuni la circoscrizione di Eton e Slough e poi di Eccles; ha ricoperto diversi incarichi governativi, e quindi si è ritirata a vita privata.

### Baronetti canadesi

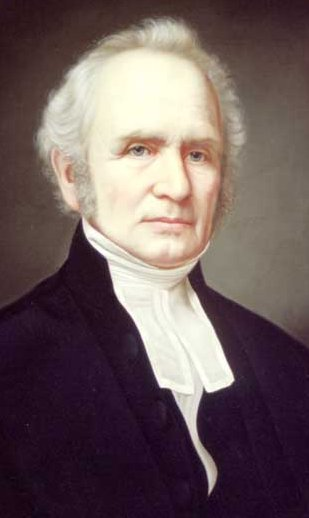
Chief Justice Sir John Beverley Robinson, nativo di Québec, dominò la politica dell'Alto Canada e fu capo indiscusso del Family Compact.

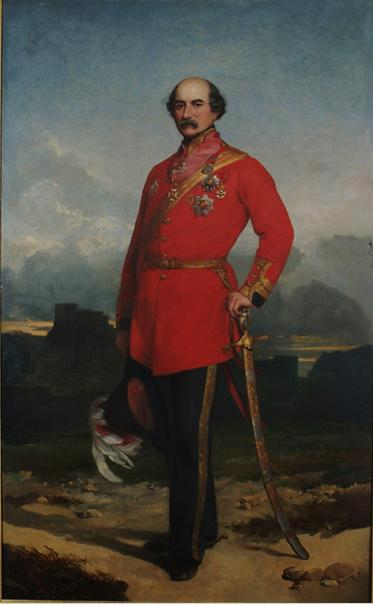
Generale Sir William Fenwick Williams nativo della Nuova Scozia dove si guadagnò fama con la sua partecipazione alla Guerra di Crimea e poi servendo come Vice Governatore della Nuova Scozia.

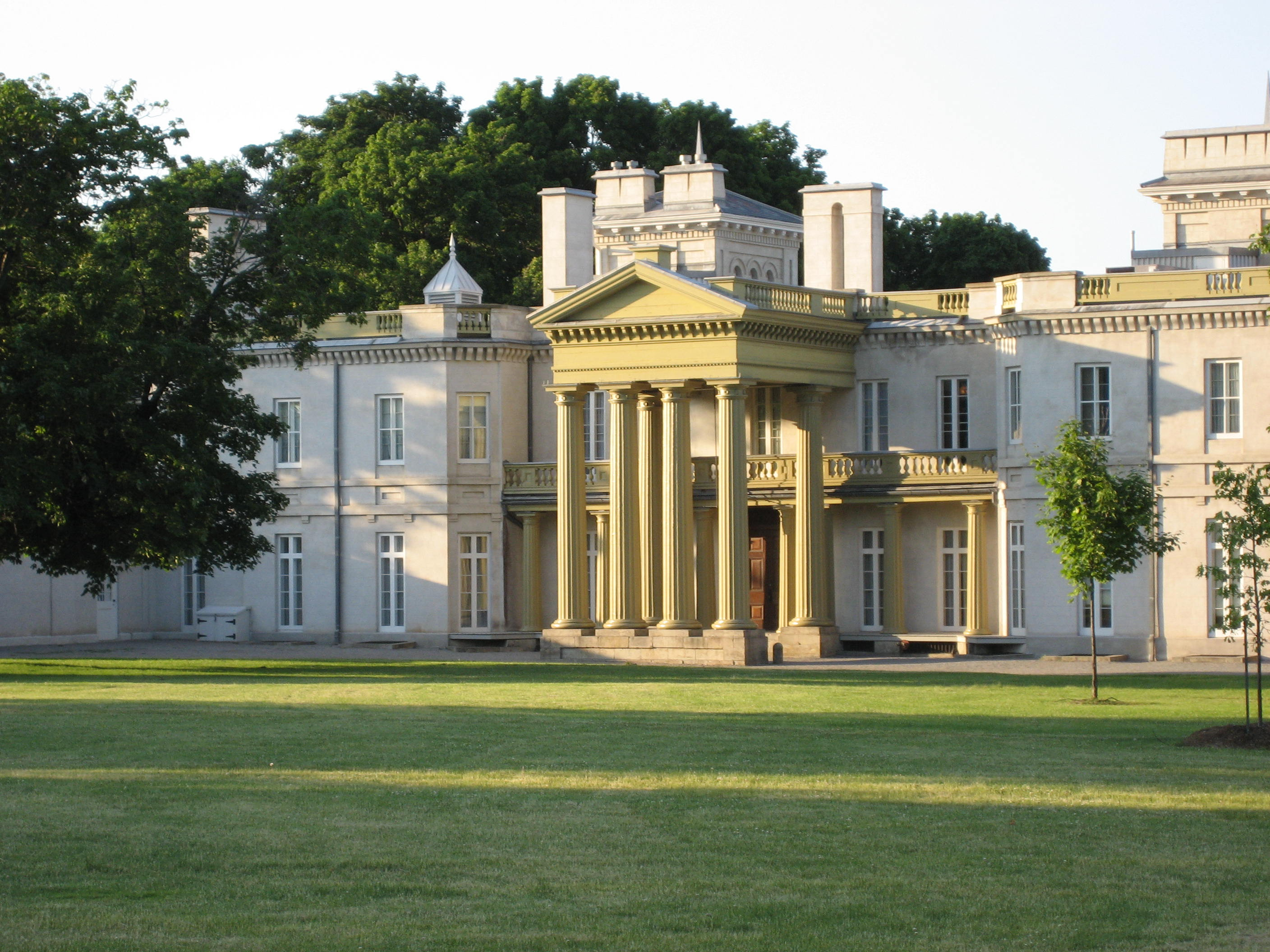
Il Castello di Dundurn fu l'abitazione costruita in Ontario da Sir Allan Napier MacNab, primo ministro del Canada, prima della costituzione della Confederazione canadese.

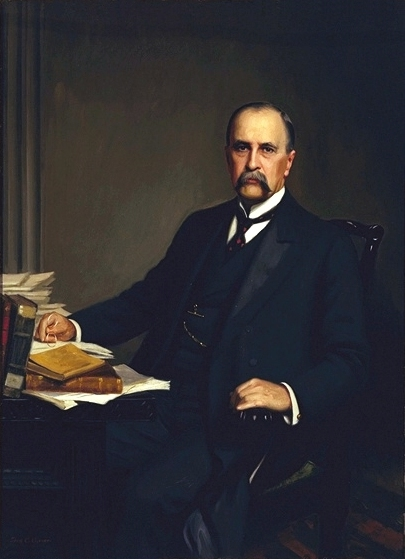
Sir William Osler fu un canadese soprannominato "padre della moderna medicina". È inoltre il più noto medico canadese.

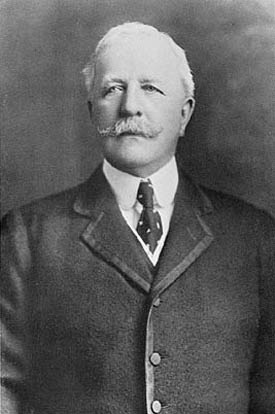
Sir Vincent Meredith, membro di una nota famiglia canadese, fu il primo canadese presidente della Bank of Montreal, la banca nazionale del Canada.

Sebbene il titolo di baronetto non costituisca parìa, esso è un titolo ereditario britannico che è stato concesso anche a diversi canadesi.

#### Fiorenti
- Rose di Montreal. Creato nel 1872 per John Rose, Avvocato Generale del Canada e Ministro delle Finanze canadese. Il titolo è attualmente detenuto da Sir Julian Rose, V baronetto, di Hardwick House, Oxfordshire.
- Tupper di Armdale, Nuova Scozia. Creato nel 1888 per Charles Tupper, Alto Commissario del Canada nel Regno Unito e primo ministro canadese. Il titolo è attualmente detenuto da Sir Charles Hibbert Tupper, VI baronetto, di Nanaimo sull'Isola di Vancouver.

#### Quiescenti
- Arthur dell'Alto Canada. Creato nel 1841 per il tenente generale George Arthur, Vice Governatore dell'Alto Canada dal 1838 al 1841. L'erede presunto è Benjamin Nathan Arthur.[21]
- Robinson di Toronto. Creato nel 1854 per John Beverley Robinson, figlio di un noto lealista canadese, che divenne Giudice supremo dell'Alto Canada e dominò la politica della regione come leader indiscusso del Family Compact. L'erede presunto è Christopher Philipse Robinson, di Toronto.

#### Estinti
- Temple della Nuova Scozia. Creato nel 1662 per Thomas Temple, nel Baronettaggio della Nuova Scozia. Egli fu Governatore dell'Acadia, risiedendo in Nuova Scozia dal 1657 al 1670 e ritornando in Inghilterra solo poco prima della sua morte nel 1674, quando il titolo si estinse.
- Coffin delle Isole Magdalen. Creato nel 1804 per il lealista ammiraglio Isaac Coffin. Il suo lungo servizio in Canada, con la famiglia a Québec, venne riportato "aver passato l'Atlantico almeno trenta volte."[22] Non ebbe figli maschi e pertanto il titolo si estinse alla sua morte a Cheltenham nel 1839.
- Sheaffe. Creato nel 1813 per il lealista generale Roger Hale Sheaffe per la sua parte nella vittoria anglo-canadese nella Battaglia di Queenston Heights durante la Guerra del 1812. Successivamente venne nominato Vice Governatore dell'Alto Canada. Il figlio ed erede, Percy, gli premorì nel 1834, e pertanto il titolo si estinse alla sua morte ad Edimburgo nel 1851.
- Smith di Pickering. Creato nel 1821 per David William Smith, Speaker (presidente) dell'Assemblea legislativa dell'Alto Canada. Suo figlio ed erede, David Smith, ufficiale della Royal Navy venne ucciso a bordo della HMS Spartan a Quiberon Bay nel 1811, all'età di 16 anni, e pertanto tale titolo si estinse alla morte di Sir David William presso Alnwick nel 1837.
- Campbell del Nuovo Brunswick. Creato nel 1831 per il generale Archibald Campbell, Vice Governatore del Nuovo Brunswick dal 1831 al 1837. Egli sposò sua cugina, sorella di John MacDonald di Garth (Montréal). Il titolo si estinse alla morte del V baronetto nel 1949.
- Stuart della Contea di Oxford. Creato nel 1841 per James Stuart, figlio di un noto lealista, che divenne Giudice supremo del Basso Canada. Il titolo si estinse nel 1915 alla morte di Sir James Stuart, IV baronetto.
- Lafontaine di Montreal. Creati nel 1854 per Louis-Hippolyte Lafontaine, primo canadese a divenire primo ministro della provincia del Canada e primo Giudice supremo del Canada Orientale. Il titolo si estinse nel 1867 dopo la morte di suo figlio, Sir Louis-Hippolyte La Fontaine, II baroneto.
- Williams di Kars. Creato nel 1856 per il generale William Fenwick Williams in riconoscimento del suo ruolo nell'Assedio di Kars durante la Guerra di Crimea. Nato ad Annapolis Royal, in Nuova Scozia, venne nominato successivamente primo Vice Governatore della Nuova Scozia e Comandante in Capo delle forze del Canada. Morì senza maritarsi a Londra nel 1883 e con lui si estinse anche il titolo.
- MacNab del Castello di Dundurn. Creato nel 1858 per Allan Napier MacNab, del Castello di Dundurn, Hamilton, Ontario. Nativo di Niagara-on-the-Lake, divenne primo ministro della Provincia del Canada dal 1854 al 1856. Il titolo si estinse alla sua morte dal momento che suo figlio gli premorì per un incidente. Egli era inoltre XII capo del Clan Macnab, ma dopo la sua morte il ruolo di capo passò ai Macnab di Arthurstone. La sua seconda figlia, Sophia, sposò William Keppel, VII conte di Albemarle, antenato di Camilla, duchessa di Cornovaglia.
- Cunard di Bush Hill, Nuova Scozia. Creato nel 1859 per Samuel Cunard, magnate dei trasporti via nave, fondatore della Cunard Line. Il titolo si estinse nel 1989 con la morte di Sir Guy Cunard, VII baronetto.
- Cartier di Montreal. Creato nel 1868 per George-Étienne Cartier, primo ministro del Canada Orientale e uno dei padri della Confederazione canadese. Egli ebbe tre figlie femmine, e pertanto il titolo si estinse alla sua morte nel 1873.[23]
- Clouston di Montreal. Creato nel 1908 per Edward Seaborne Clouston, presidente della Canadian Bankers Association e General Manager della Bank of Montreal. Gli sopravvisse una figlia, Marjorie Meredith Todd, ma il titolo si estinse con la sua morte nel 1912.
- Osler di Toronto. Creato nel 1911 per William Osler, soprannominato "padre della moderna medicina".[24] Il figlio ed erede, il tenente Edward Revere Osler della Royal Field Artillery, rimase ucciso nella Battaglia di Passchendaele e pertanto il titolo si estinse nel 1919.[25]
- Parker di Carlton House Terrace. Creato nel 1915 per Gilbert Parker, nato a Camden East, Ontario. Egli emigrò a Londra a metà degli anni '80 dell'Ottocento dove divenne parlamentare e autore che contribuì alla diffusione della cultura del Québec e del Canada inglese in madrepatria.[26] Il titolo si è estinto alla sua morte nel 1932.
- Meredith di Montreal. Creato nel 1916 per Vincent Meredith, primo presidente canadese della Bank of Montreal. Egli ebbe un ruolo importante nell'economia canadese durante la prima guerra mondiale. Sposò una nipote di Sir Hugh Allan di Ravenscrag, Montréal, ma non ebbero figli ed il titolo si estinse nel 1929.
- Flavelle di Toronto. Creato nel 1917 per Joseph Wesley Flavelle, presidente della William Davies Company[27] e successivamente presidente della Bank of Commerce e dell'Imperial Munitions Board durante la prima guerra mondiale. Il titolo si estinse nel 1985 alla morte di suo nipote, Sir David Ellsworth Flavelle, III baronetto, di Toronto.
- Orr-Lewis di Whitewebbs Park. Creato nel 1920 per Frederick Orr-Lewis, presidente dei Canadian Vickers durante la prima guerra mondiale. Il titolo si estinse nel 1980 alla morte di suo figlio, Sir Duncan Orr-Lewis, II baronetto.
- Edgar di Chalfont Park. Creato nel 1920 per Edward Mackay Edgar, nativo di Montréal ma insediatosi in Inghilterra e presidente della British Controlled Oilfields. Il suo unico figlio ed erede rimase ucciso in un incidente d'auto nel 1925, e pertanto il titolo si estinse alla sua morte nel 1934.
- Dunn di Bathurst, Nuovo Brunswick. Creato nel 1921 per James Hamet Dunn, finanziere canadese e magnate dell'acciaio. Il titolo si estinse nel 1976 alla morte del suo unico figlio, Sir Philip Gordon Dunn, II baronetto, padre di Lady Serena Dunn Rothschild e di Nell Dunn.
- MacMaster della Contea di Glengarry, Ontario, e Montréal. Creato nel 1921 per Donald Macmaster, avvocato e politico canadese che sedette sia nella Camera dei comuni canadese che in quella britannica. Il figlio ed erede, Donald, rimase ucciso nella battaglia di Loos mentre era al comando di una compagnia dei Queen's Own Cameron Highlanders e pertanto il titolo si estinse alla sua morte nel 1922.

## Pari canadesi per matrimonio
- Zoe Ann Molson, figlia del senatore Hartland de Montarville Molson, divenne Lady Hardinge al suo matrimonio nel 1955 con Henry Nicholas Paul Hardinge, V visconte Hardinge. La coppia divorziò nel 1982. Il loro figlio, il VI visconte Hardinge, nacque a Montréal e venne educato all'Upper Canada College, Toronto, al Trinity College School, Port Hope, Ontario, ed alla McGill University.
- Sylvana Tomaselli, divenne Contessa di St. Andrews al suo matrimonio nel 1988 con George Windsor, conte di St Andrews. Suo marito è figlio del principe Edoardo, duca di Kent, nipote di re Giorgio V e cugino della regina Elisabetta II.[28] Alla morte del duca di Kent, George gli succederà nei titoli e pertanto Sylvana diverrà duchessa di Kent, contessa di St. Andrews e baronessa Downpatrick.[28]
- Karen Gordon, divenuta Contessa Spencer al suo matrimonio nel 2011 con Charles Spencer, IX conte Spencer, fratello della principessa Diana.